# HMS C34
Pour les articles homonymes, voir C34.
Le HMS C34 est l’un des 38 sous-marins britanniques de classe C, construit pour la Royal Navy au cours de la première décennie du XXe siècle. Le bateau a été coulé par un sous-marin allemand en 1917.

## Conception
La classe C ne se distinguait de la classe B que par un gain de performances en immersion. Le sous-marin avait une longueur de 43,4 m, un maître-bau de 4,1 m et un tirant d'eau moyen de 3,5 m. Leur déplacement était de 292 tonnes en surface et 321 tonnes en immersion. Les sous-marins de classe C avaient un équipage de deux officiers et quatorze matelots.
Pour la navigation en surface, ces navires étaient propulsés par un unique moteur à essence Vickers à 16 cylindres de 600 chevaux-vapeur (447 kW) qui entraînait un arbre d'hélice. En immersion, l’hélice était entraînée par un moteur électrique de 300 chevaux (224 kW). Ces navires pouvaient atteindre 12 nœuds (22 km/h) en surface et 7 nœuds (13 km/h) sous l’eau. En surface, la classe C avait un rayon d'action de 910 milles marins (1690 km) à 12 nœuds (22 km/h).
Les navires étaient armés de deux tubes lance-torpilles de 18 pouces (457 mm) à l’avant. Ils pouvaient transporter une paire de torpilles de rechargement, mais en général, ils ne le faisaient pas, car en compensation ils devaient abandonner un poids égal de carburant.

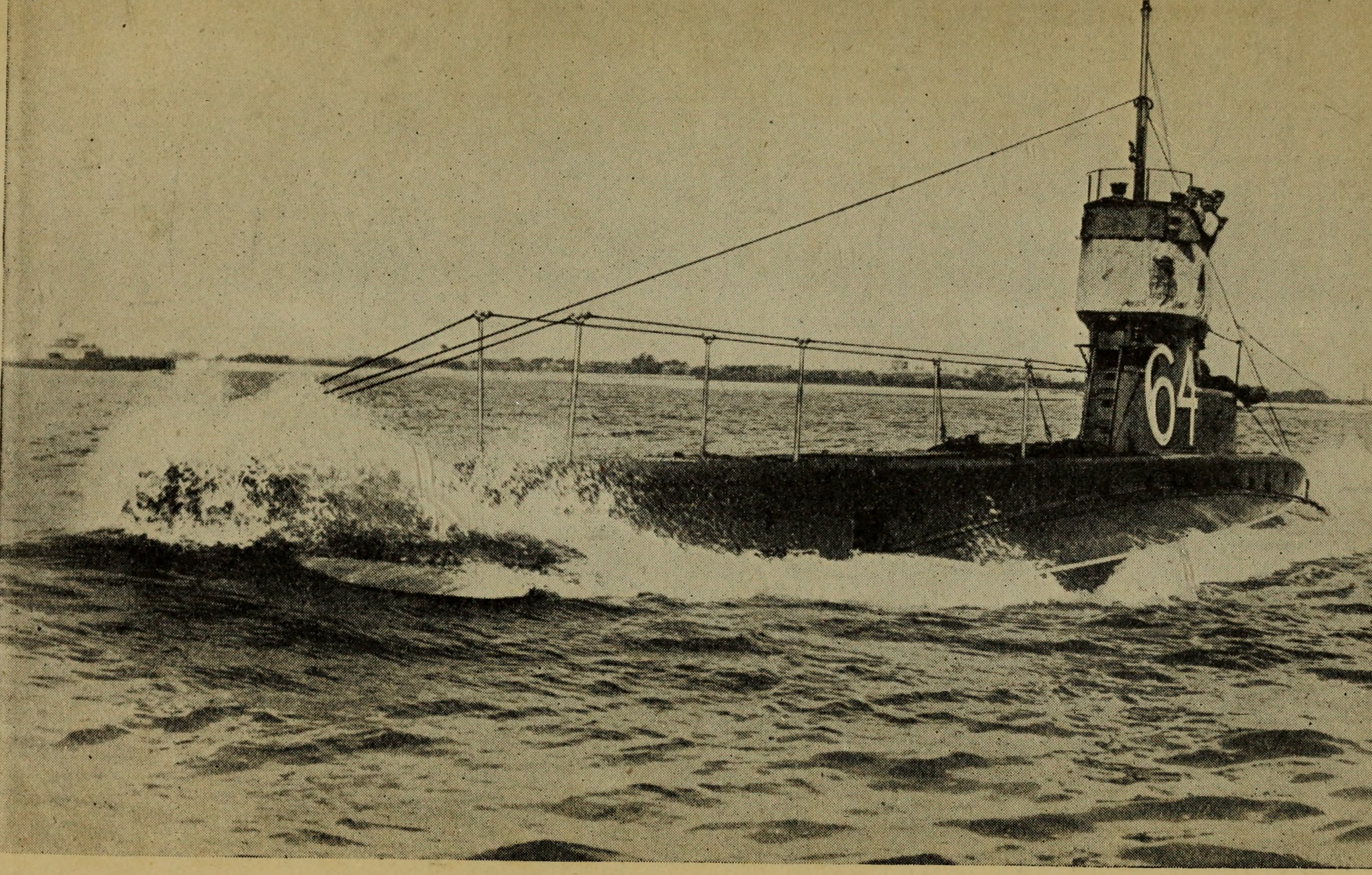
Le HMS "C34"

## Engagements

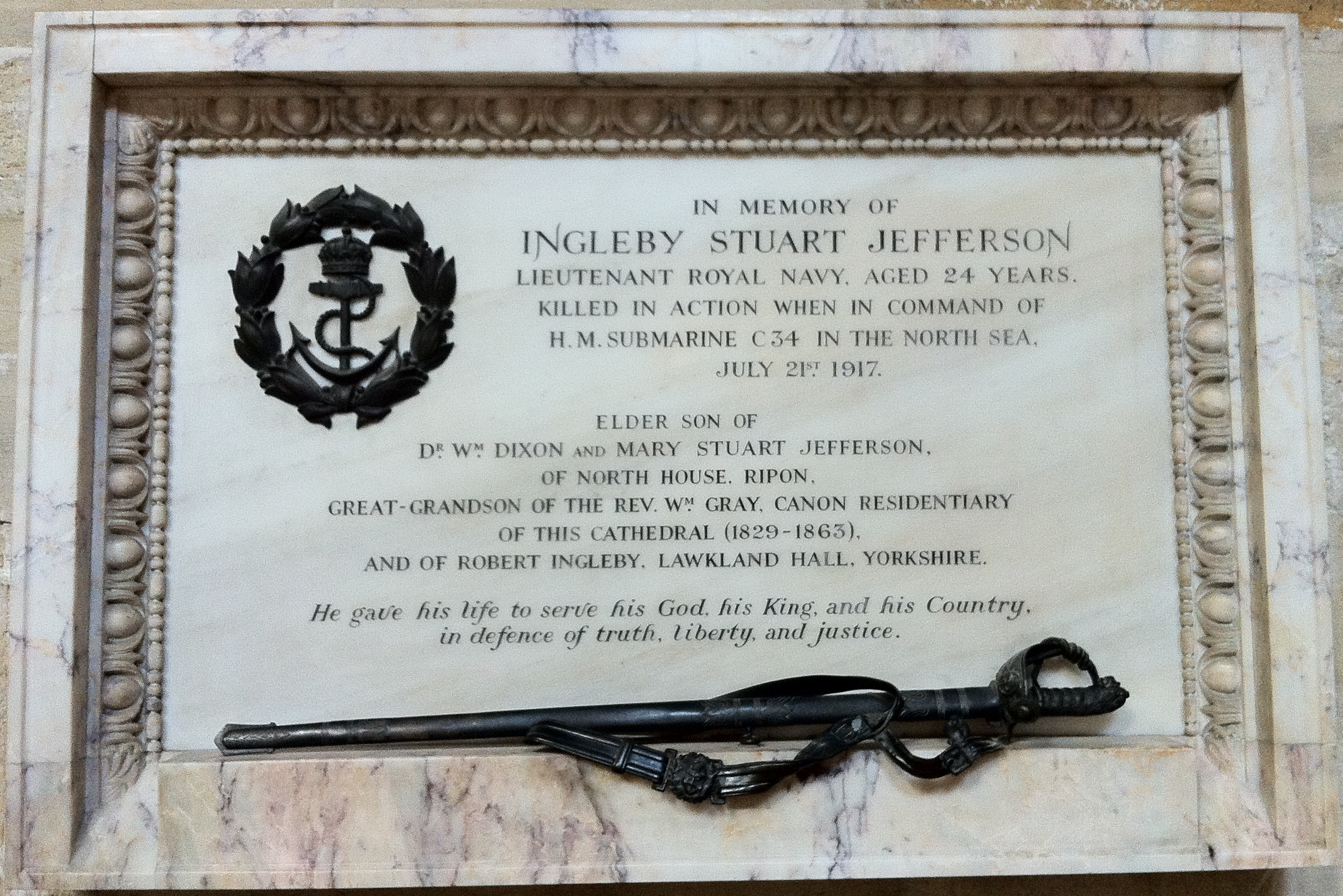
Memorial à Ingleby Stuart Jefferson dans la Cathédrale de Ripon

Le HMS C34 a été construit par l’arsenal de Chatham Dockyard. Sa quille fut posée le 29 mars 1909 et il a été mis en service le 17 septembre 1910. Il a été coulé en surface le 17 juillet 1917 par le sous-marin U-52 de la marine impériale allemande au large de Fair Isle, dans les Shetland. Le seul survivant a été repêché par l'U-52.